# أذن القطة
أذن القطة (الاسم العلمي: Hypochaeris) (بالإنجليزية: cat's ear)‏ هي جنس من النباتات يتبع الفصيلة النجمية من رتبة النجميات.